# Балка имени Игоря Рябинина
Балка имени Игоря Рябинина — природный парк в Советском районе города Ростова-на-Дону. На территории балки расположена природоохранная зона федерального значения, в связи с тем, что здесь протекает ручей, который относится к части водного бассейна реки Мертвый Донец.

## История
Территория балки имени Игоря Рябинина в Советском районе Ростова-на-Дону окружена жилыми домами и школами. В 2006 году городские власти пообещали создать на территории балки полноценный парк, но эта идея не была реализована.

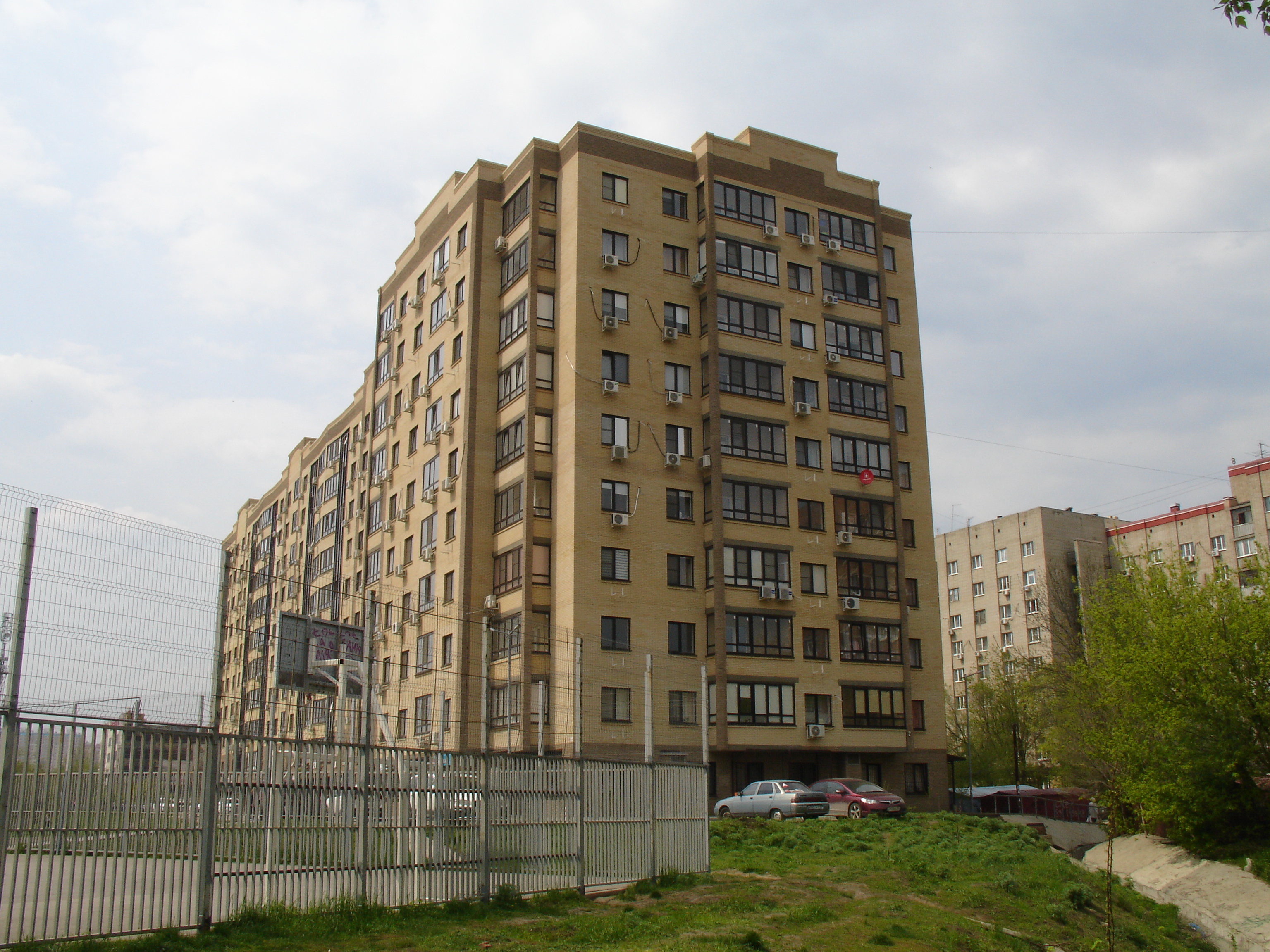
Тот самый дом

В 2013 году на территории природного парка, неподалеку от прихода Святого Георгия Победоносца Архивная копия от 15 марта 2022 на Wayback Machine, началось строительство многоэтажного жилого дома, была вырублена часть деревьев. Это вызвало негативную реакцию многих горожан, но строительство все равно было продолжено. Весной 2015 года был организован общегородской субботник по уборке территории балки имени Игоря Рябинина. Инициативу проявило около 40 человек.
Осенью 2016 года стало известно, что на расчистку территории балки собираются потратить свыше 11 миллионов рублей. В плане проведения работ — расчистка русла ручья и выкорчёвывание старых деревьев. Организация, которая возьмется за работу, должна обеспечить экологическое оздоровление территории. На участках парковой территории планируется организовать высадку новых саженцев.
В 2021 году на части территории балки Рябинина разбит парк...